# Mendoncia gigas
Mendoncia gigas är en akantusväxtart som beskrevs av Gustav Lindau. Mendoncia gigas ingår i släktet Mendoncia och familjen akantusväxter. Inga underarter finns listade i Catalogue of Life.